# Krebsia (protista)
Krebsia es un género de foraminífero bentónico considerado homónimo posterior de Krebsia Mörch, 1877, y sustituido por Krebsina de la subfamilia Polymorphininae, de la familia Polymorphinidae, de la superfamilia Polymorphinoidea, del suborden Lagenina y del orden Lagenida. Su especie-tipo era Krebsia pilasensis. Su rango cronoestratigráfico abarcaba el Holoceno.

## Discusión
Clasificaciones previas incluían Krebsia en la superfamilia Nodosarioidea.

## Clasificación
Krebsia incluye a la siguiente especie:
- Krebsia pilasensis